# 2019年7月中國大陸

## 7月1日
- 《上海市生活垃圾管理条例》正式生效，宣告上海进入生活垃圾强制分类时代。[1]

## 7月3日
- 百度CEO李彦宏在百度AI开发者大会上演讲时被一名男子泼水，再度引发网民对百度的争议。[2]
- 河南省永城市发生一起交通事故，女司机醉酒驾驶玛莎拉蒂追尾等待绿灯的宝马车，造成宝马车内2人死亡。肇事车内3人被当地警方以涉嫌危害公共安全罪采取强制措施。[3]
- 辽宁省铁岭市开原遭受龙卷风侵袭，造成至少6人死亡、190人受伤、两万八千人受灾。[4][5][6]

## 7月4日
- 第十屆「上海台北城市論壇」於上海揭幕。台北市長柯文哲致辭時，再次提到「兩岸一家親」。有指柯可能於5日與國務院台灣事務辦公室主任劉結一會面[7]。

## 7月6日
- 一微博用户质疑山东大学已持续三年的“学伴”项目2018年升级为一个留学生配三个校内学生，且校内参与学生以女生为主，7月7日网传《山东大学关于举办中外学生“学伴”活动的说明》更进一步引爆网民的不满情绪[8][9]，该事件与数日后在福州发生的外国留学生当街推搡交警事件再度引发民众对高校特殊对待留学生、只重留学生规模不重质量的争议[10]。

## 7月7日
- 晚上，杭州淳安女童章子欣被两名租客带走后于寧波失联，当地搜救队连续搜救多天。7月13日中午，象山石浦海域发现遗体[11]。

## 7月9日
- 7月9日晚，福建福州一外籍留学生违反交规，与交警发生争执。该男子推搡交警后交警落荒而逃，随后民众将该男子围住，该男子之后做出道歉与书面检查。[12]但网上诸多网友认为该名男子受到从轻处理（以批评教育为主）；且人民警察落荒而逃引发了网民对人民警察公信力和在中国大陆对外籍人士执法尺度的热烈讨论。[13]涉事的福建农林大学国际学院埃及籍留学生后来被校方给予留校察看处分。[14]

## 7月10日
- 7月10日上午，河南省栾川县人民法院对2018年12月发生的常仁尧“20年后打老师”一案进行公开审判，以寻衅滋事罪判处常仁尧有期徒刑一年六个月[15]。审判过程中，该打人男子称其打人原因系20年前上学时多次被张某某体罚，心生恼怒，遂对张某某进行殴打、辱骂，并让他人为其录像，后录像在未经过其允许的情况下被广泛传播。而公诉人认为该录像的广泛传播造成了严重的社会影响，破坏社会道德准则和公序良俗，情节恶劣。栾川县人民法院认为，常仁尧有自首情节，系初犯、偶犯，可以从轻处罚，判处有期徒刑一年六个月。常仁尧当庭表示上诉[16]。

## 7月12日
- 山东财经大学就该校为留学生腾出宿舍一事道歉，并停止数天前开始的对舜耕校区19号宿舍楼学生的搬迁工作。[17]
- 山东大学在新浪微博官方帐号，为留学生学伴制度所引起的争议公开道歉。[18]
- 武漢大學在微博回應新近錄取的台籍交換研究生柯筌耀遭中國網民舉報其臉書多次發表「精日」、「台獨」言論，指校港澳臺事務辦公室正通過多種途徑核實柯的社交媒體言論情況，大學將根據調查結果，依法依規進行處置[19]。
- 中国国际航空4107号班机被曝出监管员诬陷乘客事件。

## 7月14日

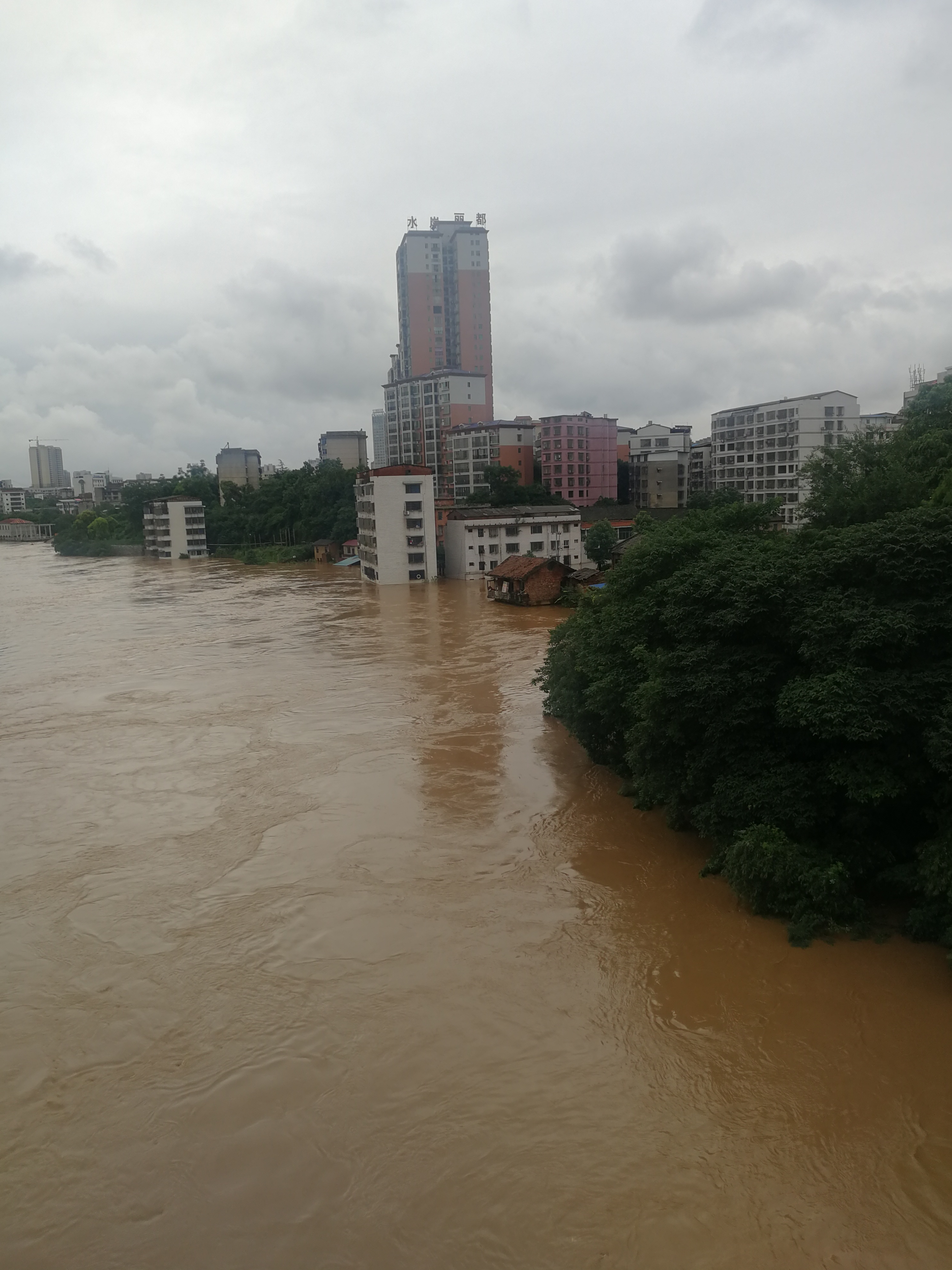
湖南省永州市冷水滩区洪灾情况

- 水利部官員稱，中國已有377條河流超過洪水警戒線，比1998年以來同期超警河流數量增加近80%。全國16個省市已發布1萬5千次山洪災害預警。湖南省防汛抗旱指揮部公布，截至7月11日，湖南受災人數近280萬，6人失蹤，至少11人死亡，直接經濟損失超過53億元[20]。

## 7月19日
- 江苏省邳州公安扫黑办发出通报，当地陈楼镇90岁的陈迎先老人及其家人，因“长期占据村民的集体房屋”而被定成黑恶势力打击，并在网上公开征集他们的犯罪线索。该事备受外界关注，据指陈是因多年坚持反对官方和污染企业联手强征土地而被报复[21]。
- 河南三門峽義馬市煤氣集團有限公司義馬氣化廠，下午5時50分突然爆炸。爆炸威力巨大，令方圓3公里外都有民居的玻璃窗震碎。事件導致2人死亡、18人受傷，12人仍然失去聯絡[22]。

## 7月20日
- 因应山东大学学伴制度争议导致来华留学相关问题持续发酵，教育部国际合作与交流司负责人称，教育部将进一步推动来华留学生与中国学生的管理和服务趋同化，年内将实现对来华留学生全流程管理。[23]
- 上午，香港影星任達華在廣東中山出席商業活動期間，被男子以刀襲擊導致腹部與手指受傷，後被送往醫院。經檢查無生命危險[24]。

## 7月21日
- 国务院新闻办公室发布《新疆的若干历史问题》白皮书，阐述中方对新疆问题的立场[25][26]。
- 中国游泳运动员孙杨夺得2019年世界游泳锦标赛男子400米自由泳冠军。亚军获得者霍顿拒绝上台，不与孙杨合影。此举引发大陆网友热烈讨论。[27]

## 7月23日
- 原国务院总理，第九届全国人大常委会委员长李鹏22日于北京逝世，享年91岁。[28]
- 23日21时20分，贵州省六盘水市水城县鸡场镇坪地村岔沟组发生一起山体滑坡，造成21户房屋和70余人被埋。[29]

## 7月25日
- 人民网发放首批互联网内容风控师证书。官方称人民网举办网络内容风控培训，有利于帮助审核从业者准确把握政策，增强内容管理的敏感性、准确性和导向性，不断提升内容管理能力和内容安全效益。[30]但这也引起中国大陆网民对本就严格的网络审查是否会变本加厉，以及互联网言论自由能否得到保障的担忧。

## 7月26日
- 11时30分许，四川绵阳市游仙区石马镇的七姓坝片区拆迁指挥部遭受炸弹袭击，当时镇政府干部正组织社区党员干部在该处一楼开会。该爆炸案造成了20人受伤，包含犯罪嫌疑人在内的5人伤势较重，其余15人轻微伤。[31]施袭者受伤被到场警员当场控制。绵阳市和游仙区两级公安负责侦办案件，未有透露案情[32]。事故发生有包括多名社区居委会干部等多名工作人员和部分村民在场，其中一名赵姓村民事后经抢救无效死亡。犯罪嫌疑人徐某刚的家人称，徐某刚的家属在2018年4月有一套房子在当地拆迁工作中被强拆，此后徐某刚曾多次找到当地镇政府、社区居委会反映情况未果，据村民称，徐某刚在一次针对当地官员强拆的举报之后，还“挨了打”，爆炸案的发生疑与此有关。[33]

## 7月29日
- 国家广播电视总局电视剧司发布了《关于做好庆祝新中国成立70周年电视剧展播工作的通知》。根据通知，总局拟于8月份开始重点电视剧“百日展播”活动，向新中国成立70周年献礼。展播活动遴选86部剧目，供全国各级电视台尤其是各省级卫视自8月起选购播出。《通知》要求在展播期间不得播出娱乐性较强的古装剧、偶像剧，确保播出剧目与宣传期整体氛围相协调。[34]

## 7月31日
- 受海峽兩岸關係影响，海峡两岸旅游交流协会决定自2019年8月1日起暂停中国大陆居民赴台个人游试点。[35]